# 智頭急行
智頭急行株式会社（ちずきゅうこう、英: Chizu Express Co.,Ltd.、略称: CKK）は、兵庫県・岡山県・鳥取県の3県において旧日本鉄道建設公団建設線の智頭線を運営している鉄道会社である。鳥取県など沿線自治体の出資による第三セクター方式で設立された、第三セクター鉄道の一つである。

## 概要
本社所在地は鳥取県八頭郡智頭町大字智頭2052番地1（智頭駅前、JA鳥取いなば智頭支店ビル）、運輸部は鳥取県八頭郡智頭町大字智頭1862番地2（智頭駅構内）。なお、社名・駅名のかな表記は「ちず」、町名・地名のかな表記は「ちづ」と異なっている。
数多くの第三セクター鉄道が赤字である中、2015年以降第三セクター鉄道の収益性トップの座にある。これは智頭線を経由して京阪神と鳥取県を結ぶ特急列車「スーパーはくと」の収益が非常に大きい。特急列車は智頭急行の経営を支えている。特急列車はこのほか岡山と鳥取県を結ぶ特急「スーパーいなば」も走行している。そのため普通列車の利用度は低く、年間の旅客収入約13.1億円のうち定期外収入が12.9億円と（数字はいずれも2010年度の統計）そのほとんどを占め、地方の鉄道路線で往々にして見られる通学客への依存度は極度に低い。なお、鳥取自動車道の開通で高速バスの所要時間短縮が見込まれるものの、現時点では智頭急行の経営に大きな影響は与えていない。
1994年末の開業から間もない1995年1月17日に兵庫県南部地震（阪神・淡路大震災）が発生。これによって智頭線を走る特急「スーパーはくと」が新大阪駅 - 姫路駅間で運休に追い込まれ、初年度の売上高は予想の1割程度にとどまり、経営の危機に見舞われた。特急の全区間運行再開後は危機を脱し、1998年度以降は連続して黒字を計上している。2006年6月、株主総会後に第三セクター鉄道で全国初の株主配当（額面の2%）を実施、2007年も同様に配当することとなった。

## 沿革
智頭急行が運営する智頭線は、もともと陰陽連絡路線の1つである日本国有鉄道（国鉄）智頭線として、日本鉄道建設公団（鉄道公団）により建設が進められていた。しかし国鉄の経営悪化を受けて、1980年（昭和55年）に日本国有鉄道経営再建促進特別措置法（国鉄再建法）が成立し、鉄道公団が建設中のAB線（地方開発線、地方幹線）のうち、開業後の予想輸送密度が4,000人/日未満のものについては建設が凍結されることになった。この時点で智頭線は、用地の95%、路盤の30%、軌道の10%まで工事が完成していたが、予想輸送密度が3,900人/日とわずかに基準に届かなかったために建設が凍結された。
1983年（昭和58年）に鳥取県知事に就任した西尾邑次は、建設凍結中の智頭線について第三セクターによる運営引き受けの検討を行い、専門機関に委託して経営の調査を行ったところ、地域輸送のみならば赤字であるが、国鉄との特急列車の直通を行えば黒字になるという調査結果を得た。国鉄智頭線建設促進期成同盟会を通じた活動がなされ、1985年（昭和60年）11月28日に兵庫県知事と、29日に岡山県知事と会談を行い、工事再開への共同歩調を取ることで合意された。
翌1月10日に期成同盟会の名前から「国鉄」が取れて智頭線建設促進期成同盟会となり、第三セクター会社設立準備組織となった。3月31日に鳥取・岡山・兵庫の3県で出資割合の覚書が締結され、4月11日に設立発起人会開催、5月30日創立総会が行われて、5月31日に智頭鉄道株式会社（ちづてつどう）として設立登記が行われた。
- 1986年（昭和61年）5月31日 - 智頭鉄道株式会社として設立。本社は鳥取県鳥取市。
- 1994年（平成6年）
  - 6月17日 - 智頭急行株式会社に商号変更[9]。
  - 12月3日 - 智頭線開業[4][9]。
- 2009年（平成21年）4月1日 - 本社を智頭町（智頭駅前）に移転。

## 路線
- 智頭線 上郡駅 - 智頭駅 56.1km

路線の大半は高架橋とトンネルが多く、平福駅と恋山形駅構内にある乗客専用の構内踏切と、上郡駅と佐用駅と智頭駅付近で並行する西日本旅客鉄道（JR西日本）のそれぞれ山陽本線、姫新線、因美線との共用踏切以外、智頭線内には踏切がほとんど存在しない。

## 保有車両
形式称号の「HOT」は、智頭急行沿線の県名の「H＝兵庫」、「O＝岡山」、「T＝鳥取」を意味するローマ字表記の頭文字と、英語の"Hot"（「熱い」の意味）をかけたものである。また、形式番号は機関出力に由来する。
- HOT3500形気動車 - 普通列車用。自社大原車両基地所属。JR因美線の智頭 - 鳥取間にも乗り入れる。
- HOT7000系気動車 - 特急列車「スーパーはくと」用。書類上の車籍のみ大原車両基地にあるが、鳥取駅・倉吉駅を起点とする運用の関係上、JR西日本に管理が委託され、同社の鳥取鉄道部西鳥取車両支部に常駐する。全34両に対し2007年度から2009年度にかけて車内内装を中心としたリニューアルを行った[4]。

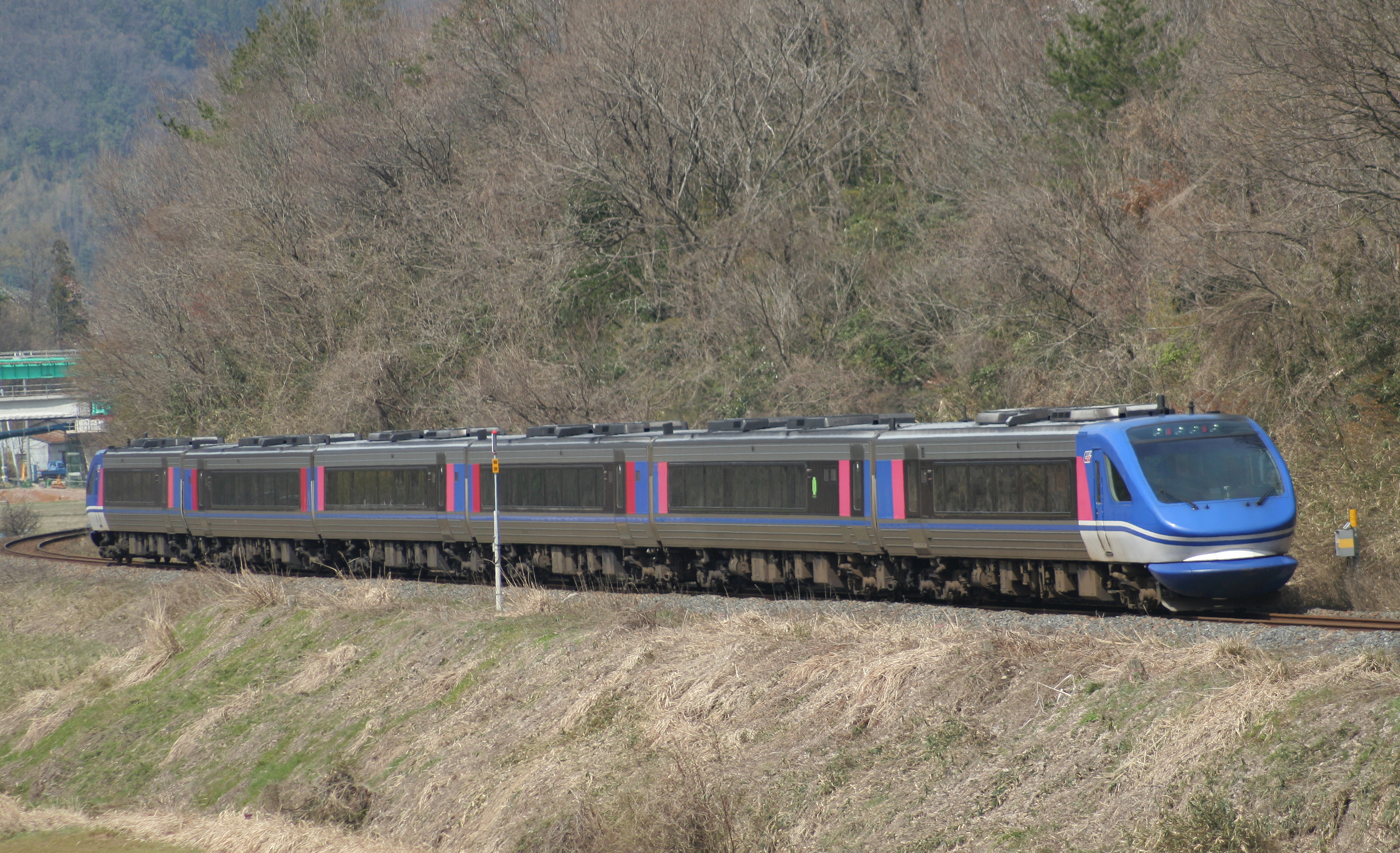
HOT7000系（2009年4月3日 国英駅 - 河原駅間）
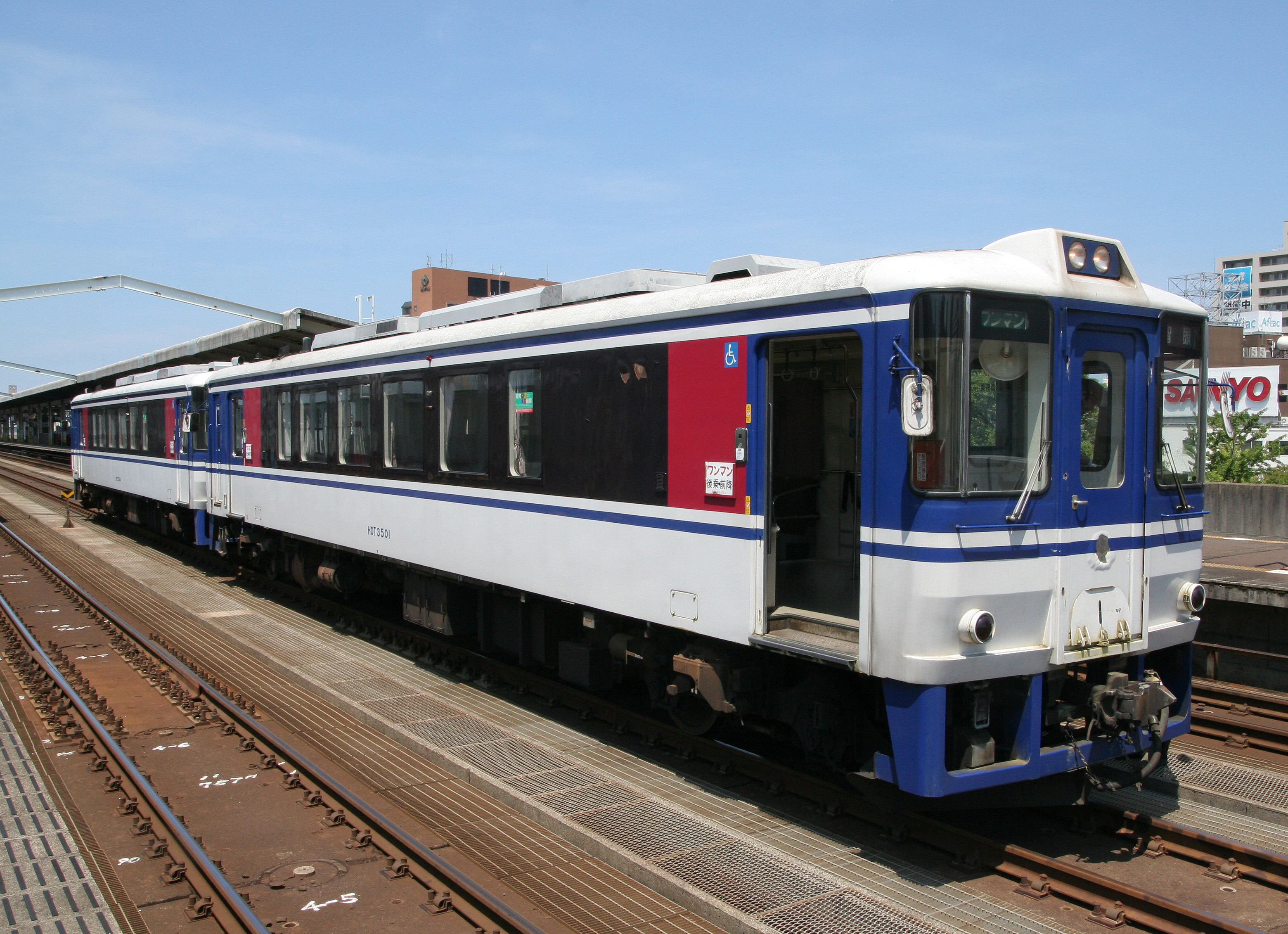
HOT3500形（2008年8月12日 鳥取駅）

## 運輸部
智頭急行の乗務員（運転士・車掌）が所属する組織である。智頭駅に併設されており、運輸指令所も兼ねる。また信号・保線を管理する施設係も常勤する。大原車両基地も運輸部に属する。

## 運賃・料金
普通旅客運賃
小児半額・10円未満切り上げ。2019年10月1日改定
| キロ程    | 運賃（円） |
| --------- | ---------- |
| 初乗り3km | 180        |
| 4 - 6     | 240        |
| 7 - 9     | 310        |
| 10 - 12   | 370        |
| 13 - 15   | 430        |
| 16 - 18   | 500        |
| 19 - 21   | 570        |
| 22 - 24   | 630        |
| 25 - 27   | 690        |
| 28 - 30   | 750        |
| 31 - 33   | 810        |
| 34 - 36   | 880        |
| 37 - 39   | 950        |
| 40 - 42   | 1,010      |
| 43 - 45   | 1,070      |
| 46 - 48   | 1,130      |
| 49 - 51   | 1,190      |
| 52 - 54   | 1,250      |
| 55 - 57   | 1,320      |
JR各社と通過連絡運輸協定を結んでおり、上郡・佐用・智頭を挟んでJR線の乗車キロ数を通算した乗車券の購入が可能である。
智頭急行線各駅に自動改札機や簡易改札機は設置されておらず、ICカード乗車券を利用して乗車することはできないが、2018年（平成30年）12月3日からは、大原駅の窓口で乗車券（企画乗車券を含む）・特急券・グリーン券を購入する場合に限り、ICOCA・Kitaca・Suica・PASMO・TOICA・manaca・SUGOCA・nimoca・はやかけん・楽天Edy・nanaco・WAON・iD・QUICPay・クレジットカード・デビットカードが利用できる（チャージは不可）。但しICOCA電子マネーとしての導入であるため、全国相互利用交通系ICカードの電子マネーのうち、PiTaPaは利用できない。2020年（令和2年）4月1日からは、上郡駅、智頭駅の窓口でも同様の取り扱いを行っている。なお、佐用駅は無人駅で、智頭線内の乗車券は自動券売機で、それ以外のきっぷはみどりの券売機プラスで購入するようになっているが、券売機・みどりの券売機プラスがICカードに対応していないため、ICカードで乗車券を購入することはできない。
かつてはJR西日本の一部の旅行業取扱駅でも、智頭急行線内完結の特急券・乗車券を船車券で発売し、特に発売頻度の高い智頭駅などでは、あらかじめ区間を印刷した常備券も用意されていたが、2008年3月31日限りでJR西日本が旅行業を廃止して以降はそれが行えなくなり、智頭急行の窓口または車内での購入を案内している。
特急料金
小児半額・10円未満切り上げ。2024年3月16日改定。特急列車の普通車を利用の場合は、乗車券・特急券が必要。全線均一。
- 指定席 … 830円
- 自由席 … 730円

このほか、定期券用自由席回数特急券（5枚つづり）を1,000円で発売していた。
グリーン料金
全線均一大人530円。小児同額。2019年10月1日改定。特急列車のグリーン車を利用の場合は、乗車券・指定席特急券・グリーン券が必要。

### 企画乗車券
智頭線普通列車1日乗車券
智頭線の普通列車が1日間乗り放題となる乗車券。2023年5月1日発売開始。
1枚2000円で、上郡駅、大原駅、智頭駅の窓口（2024年11月30日までは佐用駅でも購入できた）で発売しているほか、スマートフォンアプリ「QUICK RIDE」からも購入できる。なお、列車内での発売はしていないため、無人駅から乗車したい場合や、窓口が営業していない時間から乗車する場合は、「QUICK RIDE」で購入するか、郵送で取り寄せとなる。
通年利用が可能ではあるが、特急列車には乗車できず、別途特急券および乗車券も購入しなければならない。
駅で購入した切符については、使用後は記念に持ち帰ることもできるが、不要であれば最後の列車を下車する際に運転士（有人駅では改札口の係員）にその旨を申告すれば回収してもらえる。
智頭線開業20周年記念1日フリーきっぷ→智頭線1日フリーきっぷ（発売終了）
2014年夏季からは、青春18きっぷの期間中および10月 - 2月の土休日は智頭線内で「智頭線開業20周年記念1日フリーきっぷ」という企画乗車券を大人1200円、小児600円で発売していた。上郡駅 - 智頭駅間の片道運賃1300円より安く、智頭線内を52km以上乗るだけで元が取れた。上郡駅、佐用駅、大原駅、智頭駅の窓口営業時間内に購入するか、または普通列車車内の運転士から購入するか、郵送で取り寄せとなった。また、特急列車の自由席に乗車する場合は別途自由席特急券を購入すれば乗車可能であった。
その後2015年5月1日発売分からは「智頭線1日フリーきっぷ」として発売していた。利用可能期間は土曜・日曜・祝日および7月1日 - 9月30日・12月1日 - 1月10日・3月1日 - 4月10日であった。前述の「智頭線普通列車1日乗車券」の発売に伴い、2023年4月末日を以て廃止された。
普通列車ペアきっぷ（発売終了）
智頭線の普通列車が2日間乗り放題となる乗車券。1枚2000円で、2人が同じ行程で同時に使用する場合に利用できた（ただし、小児同士の組み合わせの発売はしていない）。大人同士の組み合わせの場合、智頭線内を43km以上乗るだけで元が取れたが、特急列車には乗車できず、別途特急券および乗車券も購入しなければならなかった。また、車内での購入ができなかったため、上郡駅、佐用駅、大原駅、智頭駅の窓口営業時間内に購入するか、郵送での取り寄せとなった。前述の「智頭線1日フリーきっぷ」と同様、「智頭線普通列車1日乗車券」の発売に伴い、2023年4月末日を以て廃止された。
智頭線満喫普通列車1日乗り放題きっぷ（発売終了）
2014年春季までは、青春18きっぷの期間中は智頭線内で「智頭線満喫普通列車1日乗り放題きっぷ」という企画乗車券を大人1000円、小児500円で発売していた。前述の普通列車ペアきっぷと同様に、智頭線内を43km以上乗るだけで元が取れたが、特急列車では使えず、別途特急券および乗車券も購入しなければならなかった。また、車内での購入ができないため、あらかじめ上郡駅、佐用駅、大原駅、智頭駅の窓口営業時間内に購入するか、郵送で取り寄せとなる。なお、2011年冬季の発売期間は青春18きっぷの利用期間が1月10日までに短縮されたが当切符は例年通り1月20日までの発売・利用期間となった。2014年夏季からは前述の「智頭線開業20周年記念1日フリーきっぷ」に変更された。

## その他
- HOT7000形気動車を模した「スーパーはくとくん」というマスコットキャラクターが存在する[20]。
- 2003年には、関西テレビのアナウンサーとして全国的な知名度を得ていた桑原征平（兵庫県在住）が、現職の民放局アナウンサーとしては異例の顔出しでテレビCMへの出演を開始。同局限定の関西ローカル放送ながら、定年退職後の2011年まで出演を続けた。
- 2006年11月16日にフジテレビの番組「みんなの鉄道」（CS放送）に登場した。
- 2011年10月3日にネットショップを開設した。（智頭急行ウェブサイトより）
- 2012年には鳥取県の鉄道事業者としては初となる鉄道むすめ「宮本えりお」が誕生。同社の女性車掌という設定で、名前は宮本武蔵駅と上郡駅の逆読みに由来する[21]。